# Richard Løvehjerte
Richard 1. af England (Richard Løvehjerte; født 8. september 1157 på Beaumont Palace i Oxford i England, død 6. april 1199 i Châlus (nu Limousin, Frankrig), Hertugdømmet Aquitaine) var konge af England fra 1189 til 1199. Han deltog i det 3. korstog til Det hellige land.
Han var hertug af Normandiet, hertug af Aquitaine, hertug af Gascogne, herre over Cypern, greve af Anjou, greve af Nantes og overherre af Bretagne i forskellige perioder. Han er mest kendt som "Richard Løvehjerte", på fransk som "Cœur de Lion", før han blev konge på grund af sit ry som en stor militær leder og kriger.
Richard var den tredje søn af Henrik den 2. og Eleonora af Aquitanien. Han havde fire brødre og tre søstre og var i slægt med flere fyrstehus i Europa. Hans yngste bror Johan fulgte ham som konge.
Richard havde allerede kommando over sin egen hær, da han var 16 år og nedkæmpede et oprør i Poitou mod faren. Han var en af de vigtigste kristne ledere i det tredje korstog og ledede i praksis felttoget, efter at den franske konge, Filip 2. August, havde forladt korstoget. Han vandt flere vigtige sejre over sin muslimske modstander, Saladin.
Han talte dårligt engelsk og tilbragte meget lidt tid i sit kongedømme. Hovedsagelig brugte han det som en indtægtskilde for at finansiere sine soldater. Alligevel blev han anset som en from helt af sine undersåtter. Han er forblevet en ikonisk figur i England og i populærkulturen og er en af de få engelske konger, som huskes mere for tilnavn end for nummer i kongerækken.
Han var gift med Berengaria af Navarra.

## Anetavle
| P                           | I                           | II                                |
| --------------------------- | --------------------------- | --------------------------------- |
| Proband: Richard Løvehjerte | Far: Henrik 2. af England   | Farfar: Godfred 5. af Anjou       |
| Proband: Richard Løvehjerte | Far: Henrik 2. af England   | Farmor: Matilde af England        |
| Proband: Richard Løvehjerte | Mor: Eleonora af Aquitanien | Morfar: Vilhelm 10. af Aquitanien |
| Proband: Richard Løvehjerte | Mor: Eleonora af Aquitanien | Mormor: Aenor af Châtellerault    |